# Naho Miyoshi
Naho Miyoshi (jap. 三好 南穂 Miyoshi Naho; ur. 21 grudnia 1993 w Ichikawie) – japońska koszykarka, występująca na pozycji rozgrywającej, reprezentantka kraju, wicemistrzyni olimpijska, po zakończeniu kariery zawodniczej trenerka koszykarska.

## Osiągnięcia
Stan na 16 listopada 2022, na podstawie, o ile nie zaznaczono inaczej.

### Drużynowe
- Mistrzyni Japonii (2021, 2022)[3][4]
- Finalistka Pucharu Cesarzowej (2019, 2020)[5][3]

### Indywidualne
- Zaliczona do I składu ligi japońskiej (2022)
- Liderka ligi japońskiej w skuteczności rzutów:
  - za 3 punkty (2017, 2022)
  - wolnych (2022)

### Reprezentacja
Seniorska
- Wicemistrzyni:
  - olimpijska (2020)[6][7][8]
  - zawodów FIBA 3x3 Women's Series 2019 (Chengdu, Montreal)[9]
- Brązowa medalistka igrzysk azjatyckich (2014)
- Uczestniczka:
  - igrzysk olimpijskich (2016 – 8. miejsce, 2020)[6][7][10]
  - kwalifikacji do mistrzostw świata (2022)

Młodzieżowa
- Brązowa medalistka mistrzostw świata U–18 3x3 (2011)
- Uczestniczka mistrzostw świata U–17 (2010 – 5. miejsce)[11]